# Schweizer Hagel
Die Schweizerische Hagel-Versicherungs-Gesellschaft, Genossenschaft, auch Schweizer Hagel genannt, wurde 1880 gegründet. Die international tätige Genossenschaft versichert die landwirtschaftlichen Kulturen von rund 35'000 Landwirtschaftsbetrieben mit einem Gegenwert von über 4,1 Milliarden Schweizer Franken.

## Geschichte
- 1880: Gründung als Genossenschaft
- 1883: Eintragung im Handelsregister[1]
- 1993: Markteintritt in Frankreich[2]
- 2005: Markteintritt in Italien[2]
- 2021: Rekordjahr – Schadenssumme betrug im Jahr der Hitzewellen und Waldbrände über 100 Millionen Schweizer Franken[3]
- 2022: Infolge der Dürre und Hitze in Europa 2022 wurden besonders viele Hagel- und Trockenheitsschäden verzeichnet.[4]
- 2022: Unterzeichnung einer Absichtserklärung zur vertieften Prüfung einer möglichen Übernahme des Tierseuchen-Portfolios der AXA Schweiz

## Versicherbare Risiken
Schweizer Hagel versichert Ernten gegen Elementarschäden durch Hagel, Überschwemmung, Abschwemmung, Übersarrung, Erdrutsch, Brand und Blitz, Erdbeben, Sturm, Schneedruck, Trockenheit, Frost, Starkregen, Auswuchs bei Getreide, Ausfall von Grünfuttertagen sowie Wiederherstellungskosten des Kulturlandes. Inzwischen werden auch Versicherungen gegen Tierepidemien in der Nutztierhaltung bei Schweinen und Legehennen angeboten.

## Direktoren
- Carl Schramm, 1880–1902
- Ulrich Schoch, 1902–1916
- Eugen Lutz, 1917–1938
- Marcel Delarageaz, 1938–1945
- Emil Fäh, 1945–1959
- Franz Felber, 1959–1964
- Hans Schrapf, 1964–1989
- Urs Braun, 1990–2005
- Pascal Forrer, 2005–2022
- Adrian Aebi, 2022–[5]

## Verwaltungsrat
Der Verwaltungsrat besteht aus elf Mitgliedern.

### Verwaltungsratspräsidenten
- Adam Hafter, 1880–1896
- Jakob Lutz, 1896–1921
- Emil Keller, 1921–1964
- Lucien Rubattel, 1964–1972
- Ernst Lieb, 1972–1980
- Fernand Chappuis, 1980–1987
- Ernst Blaser, 1988–1994
- André Perey, 1994–2004
- Max Binder, 2004–2020
- Michel Cruchon, 2020–[5]

## Netzwerk
Schweizer Hagel ist Gründungsmitglied der Internationalen Vereinigung der Versicherer der landwirtschaftlichen Produktion (AIAG) mit Sitz in Zürich. Pascal Forrer, der ehemalige Direktor von Schweizer Hagel, ist seit 2019 Präsident der AIAG.